# David Casinos
David Casinos (nascido em 15 de fevereiro de 1972) é um atleta paralímpico espanhol da classe F11, especialista em provas de arremesso de peso.

## Vida pessoal
David nasceu em Valência no dia 15 de fevereiro de 1972. É casado com a também atleta Celia Maestre Martín, com quem namorou em 2004. David foi condecorado com a medalha de ouro da Real Ordem ao Mérito Esportivo, durante a cerimônia no Teatro de Madrid Cofidis, com presença do Ministro da Educação, Cultura e Esporte, José Ignacio Wert, do presidente do Conselho Superior de Esportes (CSE), Miguel Cardinal, e da Diretora Geral de Esportes da CDS, Ana Muñoz. Em novembro de 2013, participou da celebração do Dia Universal da Criança em Madrid, através da apresentação de um livro ao Conselho Supremo de Esportes.

## Paralimpíadas
David é quatro vezes medalhista de ouro paralímpico no arremesso de peso, tendo conquistado na classe F11 em 2000 e em 2004 e na classe combinada F11/12 em 2008. Também competiu no arremesso de disco nos Jogos de 2000, 2004 e 2008. Disputou a Paralimpíada de Londres, em 2012, onde venceu a prova do arremesso de disco e ficou em quinto lugar no arremesso de peso.
Foi o porta-bandeira da delegação espanhola nos Jogos de 2008.
Celia atuou como atleta-guia de David nos Jogos de Atenas, em 2004. Na época, eles estavam namorando e quebraram o tabu ao dividir um quarto juntos na vila paralímpica. Cecilia foi atleta-guia de David no atletismo dos Jogos de 2008, onde conquistaram a medalha de ouro.

## Resultados
| Ano  | Evento esportivo   | Sede         | Prova                       | Conclusão       | Pontuação | Marca   |
| ---- | ------------------ | ------------ | --------------------------- | --------------- | --------- | ------- |
| 2000 | Jogos Paralímpicos | Sydney       | Arremesso de peso – F11     | Medalha de ouro |           | 15,26 m |
| 2002 | Campeonato Mundial | Lille        | Arremesso de peso – F11     | Medalha de ouro |           | 14,56 m |
| 2004 | Jogos Paralímpicos | Atenas       | Arremesso de peso – F11     | Medalha de ouro |           | 14,01 m |
| 2006 | Campeonato Mundial | Assen        | Arremesso de peso – F11     | Medalha de ouro |           | 13,84 m |
| 2006 | Campeonato Mundial | Assen        | Arremesso de disco – F11    | Medalha de ouro |           | 41,27 m |
| 2008 | Jogos Paralímpicos | Pequim       | Arremesso de peso – F11/F12 | Medalha de ouro |           | 14,50 m |
| 2011 | Campeonato Mundial | Christchurch | Arremesso de peso – F11     | Medalha de ouro |           | 12,93 m |
| 2011 | Campeonato Mundial | Christchurch | Arremesso de disco – F11    | Medalha de ouro |           | 40,89 m |